# 2PM

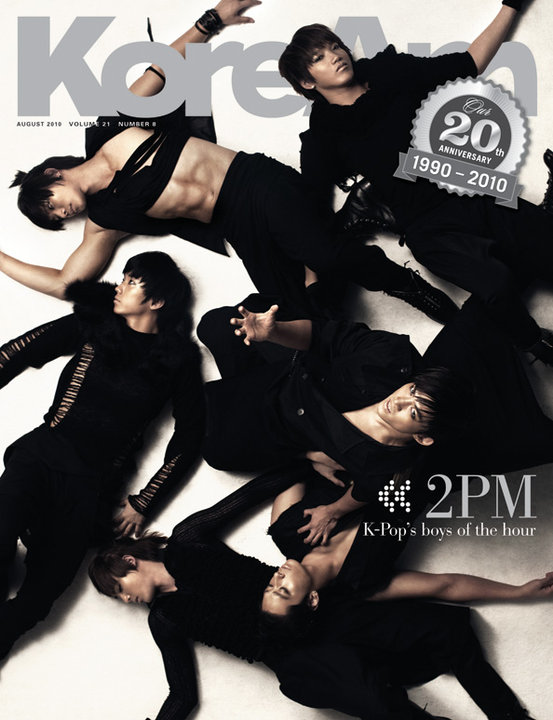
A 2PM 2010-ben

A 2PM dél-koreai fiúegyüttes, melyet 2008-ban alapított a JYP Entertainment. Debütálásukkor új fogalmat hoztak létre a koreai popzenében, a csimszungdol (짐승돌, „bestiális idol”) fogalmát, mely a férfias megjelenésű imázssal rendelkező idolsztárok elnevezése, szemben a feminin kkonminam-sztárokkal (꽃미남, flower boy, „virágfiú”). Az eredetileg héttagú együttesből 2009-ben kivált a vezér Jay Park.
Az együttes nevének jelentése „délután két óra”, a nevet a JYP Entertainment igazgatója találta ki, mert úgy vélte, jellemző az együttesre, mivel ez a napszak a legforróbb és a legaktívabb. A 2PM hivatalos rajongói klubjának elnevezése Hottest, a Hottest Time of the Day című első kislemezük után.

## Tagok
Jelenlegi
| Művésznév | Születési név      | Születési név | Születési dátum              | Pozíció        |
| Művésznév | Magyaros           | Eredeti       | Születési dátum              | Pozíció        |
| --------- | ------------------ | ------------- | ---------------------------- | -------------- |
| Jun.K     | Kim Mindzsun       | 김민준        | 1988. január 15. (37 éves)   | énekes         |
| Nichkhun  | Nichkhun Horvejkul | นิชคุณ หรเวชกุล  | 1988. június 24. (36 éves)   | énekes, rapper |
| Taecyeon  | Ok Thekjon         | 옥택연        | 1988. december 27. (36 éves) | rapper         |
| Wooyoung  | Csang Ujong        | 장우영        | 1989. április 30. (35 éves)  | énekes, táncos |
| Junho     | I Dzsunho          | 이준호        | 1990. január 25. (35 éves)   | énekes, táncos |
| Chansung  | Hvang Cshanszong   | 황찬성        | 1990. február 11. (35 éves)  | énekes, rapper |

Korábbi
| Művésznév | Születési név | Születési név | Születési dátum             | Pozíció                       |
| Művésznév | Magyaros      | Eredeti       | Születési dátum             | Pozíció                       |
| --------- | ------------- | ------------- | --------------------------- | ----------------------------- |
| Jay Park  | Pak Csebom    | 박재범        | 1987. április 25. (37 éves) | vezér, énekes, rapper, táncos |

## Diszkográfia

### Stúdióalbumok
- The First Album 1:59PM (2009, koreai)
- Hands Up (2011, koreai)
- Republic of 2PM (2011, japán)
- Legend of 2PM (2013, japán)
- Grown (2013, koreai)

### Középlemezek
- Still 2:00PM (2010, koreai)

### Single albumok
- Hottest Time of the Day (2008, koreai)
- 2:00PM - Time For Change (2009, koreai)
- Don't Stop, Can't Stop (2010, koreai)
- Take Off (2011, japán)
- I'm Your Man (2011, japán)
- Ultra Lover (2011, japán)
- Beautiful (2012, japán)
- One Day (együtt a 2AM-mel) (2012, japán)
- Masquerade (2012, japán)